# Allsvenskan i ishockey 1996
Allsvenskan i ishockey 1996 spelades 7 januari–10 mars 1996 mellan de två bästa lagen från respektive grundserie i Division 1 samt de två sämst placerade lagen i grundserien i Elitserien Brynäs och Rögle. 
I Gävle var fansen nervösa över att Brynäs skulle spela i Allsvenskan. Huvudsponsorn Gevalia sköt till pengar för att subventionera biljettpriserna vilket bidrog till att fylla läktarna. Nervositeten visade sig obefogad, Brynäs vann 17 segrar på raken och serien med hela 12 poängs marginal. Striden om andraplatsen blev desto tuffare. Inför sista omgången låg Rögle, Södertälje och Björklöven på 20 poäng vardera. Två avgörande matcher var kvar: Södertälje skulle ta emot Brynäs hemma och Rögle stod mot Björklöven. I Scaniarinken blev det en grinig match med många utvisningar, inte minst för Brynäs som fick två matchstraffar mot sig. Södertälje kunde utnyttja situationen och göra fyra mål under första perioden. Från det återhämtade sig aldrig Brynäs och matchen slutade 4–1. Samtidigt vann Björklöven mot Rögle, men då de hade sämre målskillnad gick andraplatsen och en plats i den allsvenska finalen till Södertälje.
De två platserna i Playoff 3 gick till Björklöven och Kiruna. Rögle, Troja, Huddinge och Mora fick varsin plats i Playoff 3 medan de två sista lagen Tingsryd och Surahammar var färdigspelade för säsongen och klara för Division 1 nästa säsong.

## Poängtabell
| Nr | Lag              | S  | V  | O | F  | GM | IM  | MS  | P  |
| -- | ---------------- | -- | -- | - | -- | -- | --- | --- | -- |
| 1  | Brynäs IF        | 18 | 17 | 0 | 1  | 95 | 37  | +58 | 34 |
| 2  | Södertälje SK    | 18 | 9  | 4 | 5  | 68 | 42  | +26 | 22 |
| 3  | IF Björklöven    | 18 | 10 | 2 | 6  | 69 | 56  | +13 | 22 |
| 4  | Team Kiruna IF   | 18 | 10 | 1 | 7  | 56 | 56  | 0   | 21 |
| 5  | Rögle BK         | 18 | 9  | 2 | 7  | 82 | 57  | +25 | 20 |
| 6  | IF Troja-Ljungby | 18 | 6  | 7 | 5  | 69 | 56  | +13 | 19 |
| 7  | Huddinge IK      | 18 | 7  | 3 | 8  | 61 | 59  | +2  | 17 |
| 8  | Mora IK          | 18 | 6  | 2 | 10 | 63 | 89  | −26 | 14 |
| 9  | Tingsryds AIF    | 18 | 3  | 3 | 12 | 45 | 67  | −22 | 9  |
| 10 | Surahammars IF   | 18 | 1  | 0 | 17 | 43 | 132 | −89 | 2  |

## Allsvenska finalen
Segraren Brynäs mötte tvåan Södertälje i en serie matcher där vinnaren fick en plats i Elitserien. Brynäs hade vunnit 17 matcher i följd under allsvenskan och enligt förhandstipsen skulle de inte ha några problem att gå segrande från finalen också. Första matchen vann man också med 4–2 hemma på Gavlerinken, men sedan var det stopp. Södertälje vann de följande tre matcherna och därmed också hela finalserien och platsen i Elitserien. Brynäs fick en plats i Kvalserien.
- Brynäs IF–Södertälje SK 4–2 (1–1, 2–0, 1–1) publik 5 256
- Södertälje SK–Brynäs IF 5–2 (1–0, 3–2, 1–0) publik 6 071
- Brynäs IF–Södertälje SK 3–4 (0–2, 2–2, 1–0) publik 6 218
- Södertälje SK–Brynäs IF 5–2 (0–0, 1–0, 4–2) publik 7 596